# 김혜나
김혜나(1980년 10월 25일~)는 대한민국의 배우이며 모델이다.
2001년 영화 《꽃섬》으로 데뷔하였고, 그 외에도 《거울 속으로》 등의 작품성 높은 영화에서 진지하고 솔직한 연기로 주목을 받았다. 그리고 최근에는 《레드 아이》와 《역전의 명수》 등과 같은 상업영화들에도 출연하여 관객과 영화계에 주목을 받고 있다. 다양한 영화에 출연함으로써 연기력의 폭을 넓혀가고 있으며, 영화에서의 인상적인 연기력 때문에 작품성 있는 영화와 상업영화로부터 끊임없는 러브콜을 받고 있다. 《내 청춘에게 고함》에서는 주변 환경과의 갈등과 함께 자신의 내부에 상처를 치유하는 21살 ‘정희’ 역을 통해서 새로운 연기의 영역을 넓혀가고 있다. 현재 또 다른 영화를 준비하는 그녀는 영화의 장르와 주류, 비주류 영화에 상관없이 자신만이 표출시킬 수 있는 연기를 꿈꾸면서 새롭게 도약하고 있다.

## 학력
- 한국예술종합학교 연극원

## 연기 활동

### 드라마
- 2007년 수퍼액션 《도시괴담 데자뷰 - 복수》 - 이정애 역
- 2007년 MBC 단막극 《MBC 베스트극장 - 동쪽마녀의 첫 번째 남자》 - 이재인 역
- 2007년 KBS2 일일시트콤 《못말리는 결혼》 - 구해주 역
- 2009년 KBS2 아침드라마 《다 줄거야》 - 이강희 역
- 2013년 SBS 월화드라마 《따뜻한 말 한마디》 - 영경 역
- 2014년 JTBC 금토드라마 《하녀들》 - 옥이 역
- 2014년 JTBC 수요드라마 《선암여고 탐정단》 - 신장미 역
- 2015년 tvN 금토드라마 《슈퍼대디 열》 - 민망해 역
- 2015년 On Style 수요드라마 《처음이라서》
- 2016년 JTBC 금토드라마 《마담 앙트완》
- 2016년 OCN 일요드라마 《뱀파이어 탐정》 - 김지연 역
- 2018년 OCN 토일드라마 《보이스 3》
- 2019년 tvN 수목드라마 《싸이코패스 다이어리》 - 서지윤 역
- 2021년 웹드라마 《피치 오브 타임》 - 김수진 역
- 2023년 tvN 월화드라마 《패밀리》 - 마연림 / 나비 역

### 영화
- 2001년 《꽃섬》 - 혜나 역
- 2003년 《거울 속으로》 - 이지현 / 이정현 역
- 2004년 《아는 여자》 - 주유원 역
- 2004년 《신부수업》 - 닭살 커플 여자 역
- 2005년 《레드아이》 - 희주 역
- 2005년 《이공》
- 2005년 《역전의 명수》 - 이순희 역
- 2006년 《미스터 총알》
- 2006년 《내 청춘에게 고함 》 - 정희 역
- 2007년 《니말을 믿으라는 거야》
- 2007년 《허스》 - 지나 1 역
- 2007년 《경축! 우리 사랑》 - 정윤 역
- 2008년 《오프라인》 - 지혜 역
- 2009년 《디라이덴》
- 2009년 《요가학원》 - 유경 역
- 2010년 《카페 느와르》 - 미연 2 역
- 2011년 《돼지의 왕》 - 김철 / 이명미 역 (목소리 출연)
- 2012년 《복숭아나무》 - 지현 역
- 2012년 《애정》 - 민경 역
- 2014년 《살인자》 - 지수의 어머니 역
- 2014년 《멜로》 - 윤서 역
- 2014년 《인간중독》 - 6호네 역
- 2014년 《산타바바라》 - 시사회 여배우 역 (특별출연)
- 2015년 《미쓰 와이프》 - 연우 어머니 역
- 2016년 《여자전쟁 : 떠도는 눈》 - 윤주 역
- 2016년 《스플릿》 - 윤 여사 역
- 2017년 《악녀》 - 훈련소 여자 신참 역
- 2017년 《실종 2》 - 윤 대표 역
- 2019년 《애월》 - 한소월 역
- 2019년 《영화광 연속살인사건》
- 2020년 《더 씨엠알》
- 2021년 《피치 오브 타임 극장판》 - 김수진 역
- 2021년 《긴 하루》 - 윤주 역
- 2022년 《말임씨를 부탁해》 - 오유진 역
- 2022년 《모자산책》 - 여배우 역
- 2023년 《낭만여행》 - 혜나 역 (우정출연)
- 2023년 《그녀의 취미생활》 - 혜정 역

## 수상 내역
- 2002년 부산영화제 영화평론가협회상 신인여우상

## 경력
- 2009년 제8회 미쟝센 단편영화제 명예심사위원